# Dante (Dakota del Sud)
Dante és una població dels Estats Units a l'estat de Dakota del Sud. Segons el cens del 2000 tenia 82 habitants.

## Demografia
Segons el cens del 2000, Dante tenia 82 habitants, 30 habitatges, i 23 famílies. La densitat de població era de 72 habitants per km².
Dels 30 habitatges en un 33,3% hi vivien nens de menys de 18 anys, en un 66,7% hi vivien parelles casades, en un 6,7% dones solteres, i en un 23,3% no eren unitats familiars. En el 23,3% dels habitatges hi vivien persones soles el 6,7% de les quals corresponia a persones de 65 anys o més que vivien soles. El nombre mitjà de persones vivint en cada habitatge era de 2,73 i el nombre mitjà de persones que vivien en cada família era de 3,22.
Per edats la població es repartia de la següent manera: un 31,7% tenia menys de 18 anys, un 6,1% entre 18 i 24, un 26,8% entre 25 i 44, un 24,4% de 45 a 60 i un 11% 65 anys o més.
L'edat mediana era de 32 anys. Per cada 100 dones de 18 o més anys hi havia 115,4 homes.
La renda mediana per habitatge era de 35.833 $ i la renda mediana per família de 36.667 $. Els homes tenien una renda mediana de 26.667 $ mentre que les dones 20.625 $. La renda per capita de la població era de 14.197 $. Cap de les famílies i el 3,2% de la població estaven per davall del llindar de pobresa.

## Poblacions més properes
El següent diagrama mostra les poblacions més properes.